# 梨花
梨花（りんか、本名（旧姓）、根中 千恵子（ねなか ちえこ）、1973年5月21日 - ）は、東京都出身のファッションモデル、タレント、歌手。スターダストプロモーション所属。アメリカ合衆国・ハワイ州在住。

## 略歴
東京都・墨田区出身。父方の祖母がフランス人。本人の公的な場での発言および事務所の公式発表ではフランス人のクォーターとなっている。実妹は元タレントの中山史奈。
東京女子学園中学校・高等学校卒業。歯科衛生士専門学校へ進学。
18歳の時に表参道を歩いていた際、男性ファッション雑誌の街頭スナップのスカウトをされ、初めて雑誌に掲載される。その写真が現所属事務所のスタッフの目に留まり、スカウトされ事務所入りした。
最初は歌手としてデビューした。当時、同じ事務所にZARDの坂井泉水が所属しており、事務所の社長から「第2のZARDにならないか?」と言われたことによるものである。その後、モデル活動を始めたために、歌手活動は休止状態にあったが、2006年7月に「Rinka」名義でシングル「XXX (Millions Kisses) 」を発表し、歌手活動を再開した。
自身のブログで、過去に女性ファッション雑誌『non-no』のモデルオーディションに落ちたことがあることを告白している。1993年、ファッション雑誌『JJ』などに登場しデビュー。後に、『CanCam』に移籍するが、その際『JJ』と『CanCam』の表紙を同時に務めた。2000年頃から『sweet』で起用されるようになり、2005年3月号で初めて表紙を務めた。2008年にモデル活動を再び本格化させた。
2014年以降『オトナミューズ』の表紙キャラクターを務め、2015年12月号（2015年10月28日発売）より、同誌専属モデルに就任。専属モデルは本誌が初となった。
2015年、ハワイ州観光局より「スタイル親善大使」に任命される。
1994年に音楽バラエティ番組『夜も一生けんめい。』（日本テレビ）の司会者（アシスタント）として出演（1993年8月 - 1995年3月）し、タレント活動を開始。
2005年から2007年まで『森田一義アワー 笑っていいとも!』（フジテレビ）に火曜日レギュラー出演。
2008年頃から、再び本格的にモデル活動を始めるためバラエティ番組等への出演を控え、2009年時点では司会を務める『週末のシンデレラ 世界!弾丸トラベラー』（日本テレビ）以外のバラエティ番組にはほとんど出演することはなかった。
2015年2月28日『新チューボーですよ!』（TBSテレビ）にて2年半ぶりにテレビ出演。

## 人物
2007年10月8日に公式ブログにおいて、6年間交際した男性と破局したことを告白した。しかし、2010年1月10日に、以前交際していたこの男性（建築関係の会社に勤める）と復縁し、同月9日に結婚したことを発表した。同年1月11日に東京都港区で挙式と披露宴を行った。
『ロンドンハーツ』（テレビ朝日）で共演していた飯島愛とも交友があった。田波涼子、小泉里子、真山景子と4人で「セレブ会」という集まりを開いている。
浜崎あゆみとは浜崎がデビューする直前に共通の知り合いを通じて会ったことがあり、モデル業が不調だった頃に浜崎の歌を聴いて励まされたとブログに書いている。また浜崎からは「梨花姉」と呼ばれている。
料理はあまり得意ではなく、『愛のエプロン』（テレビ朝日）では出演する度に数々の迷料理・珍料理で、ほぼ確実にジャッジマンを苦しめた。茶碗蒸しを知らなかったり、鶏の唐揚げをお湯で揚げた（要は茹でた）結果、 ワーストエプロン大賞のグランプリを2回連続で受賞したり、本人も自作の料理を食べ苦しんだ経験が何度もある。
大阪で開催されたイベントの際、5歳ほどの女の子から「いつも「格付けしあう女たち」見てます」と書いた手紙と花を貰うと同時に「将来は梨花さんみたいなカリスマモデルになりたいです」と言われたことを心の支えにしていると発言し、手紙は持ち歩いている。
尊敬するファッションモデルはケイト・モスである。
東北地方太平洋沖地震（東日本大震災）の義援金として日本赤十字社を通じて、1000万円を寄付した。
2011年6月8日、数回の流産の末に第一子を妊娠（5か月）したことを報告。同年11月18日に難産になったが出産。2019年には第12回ベストマザー賞の文化部門を受賞している。
2012年4月14日、初めて手掛けるハウス型のライフスタイルショップ「Maison de Reefur（メゾン ド リーファー）」を代官山にオープン。
（Reefur (リーファー)は中国語で梨花の意味）2019年3月2日、年内に全店舗が閉鎖されることが発表された。本人はブランド廃止について、経営難による事業の維持の困難化と説明した。

## 受賞歴
- ヘアカラーリングアワード（グランプリ：2006年） ※ホーユー主催[16]

## 出演

### テレビドラマ
- 笑ゥせぇるすまん（1999年、テレビ朝日） - 喪黒福造（伊東四朗）行きつけのバー 魔の巣 の助手・蘭丸 役
- 花村大介（2000年、関西テレビ） - 戸田頼子 役
- Surprise Saturday 新宿暴走救急隊（2000年10月 - 12月、日本テレビ） - 金光朋子 役

### 映画
- SHADOW シャドー（2001年）
- KEEP ON ROCKIN'（2003年）
- いらっしゃいませ、患者さま。（2005年）

### バラエティ番組など
- 世界一受けたい授業（日本テレビ）
- 夜も一生けんめい。（1993年8月 - 1995年3月、日本テレビ） - レギュラー
- マジカル頭脳パワー!!（日本テレビ）
- NEO NEWSY NITE(日本テレビ) - 司会
- ロンドンハーツ（初期 - 2006年夏、テレビ朝日) - 準レギュラー
- 森田一義アワー 笑っていいとも!（2005年10月4日 - 2007年9月25日、フジテレビ） - 火曜日レギュラー
- 人間!これでいいのだ（TBSテレビ）
- 週末のシンデレラ 世界!弾丸トラベラー（2007年10月 - 2011年9月、日本テレビ） - MC

### ラジオ番組
- 梨花のそろそろやってみますか!?（1997年4月 - 1997年9月、TBSラジオ）
- オレたちやってま〜す（2000年4月 - 2000年9月、MBSラジオ） - 毎週木曜に出演

### テレビCM
- ソニー・コンピュータエンタテインメント PSPソフト「福福の島」（2005年）
- キリンビバレッジ 「NUDA」（2006年）
- カンロ 「ピュレグミ」（2006年 - 2008年）
- 花王
  - ソフィーナ「AUBE」（2007年）
  - エマール（2008年 - 2012年）
  - エッセンシャル ダメージケア（2013年）
- ソフトバンクモバイル ディズニー・モバイル　イメージキャラクター（2010年）
- ロイヤルコラーゲンマンゴーゼリー（2010年）
- 日本コカ・コーラ「紅茶花伝」 「プレミアムティーラテ」篇・「ロイヤルミルクティー」篇（2011年）
- アサヒフード アンド ヘルスケアー株式会社「プラセンタ化粧水 素肌しずく」（2014年）
- BUYMA「世界を買える扉」篇、「梨花×バッグ」篇（2015年）
- 資生堂「AQUALABEL」（2015年）
- ファッションメディアアプリ「TOPLOG」（2016年）[17]
- 江崎グリコ「Bitte」（2016年）

## 作品

### シングル
梨花※いずれも廃盤
- 月の媚薬（1993年1月21日） 鈴丹CMソング
- ジレッたいよね（1995年4月21日）

Rinka
- XXX (Millions kisses)（2006年7月19日、エイベックス） 初登場30位
  - 01_XXX (Millions kisses) イロメロミックスDX / mu-mo TV-CMソング
- MARIA / smile （2007年12月12日、エイベックス）※MARIAはブロンディのカバー
  - 01_MARIA 映画『カンナさん大成功です!』日本版主題歌（2007年12月15日公開）/ TBSテレビ『エンタメキャッチプラス』エンディングテーマ（2008年1月 - 3月）
  - 02_smile カンロ「ピュレグミ」CMソング

### ジュエリー
- jupiter GOLD LABEL - 2005年からスタートした、梨花がデザインを手がけるジュエリー

## 書籍

### 写真集
- On the r. - 梨花、ありのまま。（1997年4月20日、ぶんか社） ISBN 978-4-8211-2129-8 撮影:宮澤正明
- 月刊 梨花（2002年11月20日、新潮社） ISBN 978-4-10-790108-8 撮影:KATCHAN
- SWEET SEASON（2005年12月3日、CDC） ISBN 978-4-7897-2722-8 撮影：高橋ヨーコ
- RINKA not now!!（2008年7月8日、講談社） ISBN 978-4063537086
- Love myself 梨花（2009年3月30日、宝島社） ISBN 978-4796669955
- RINKA SLEEP STAR (DVD付)（2010年4月12日、宝島社） ISBN 978-4796676762
- I Love Rinka Style（2011年11月9日、宝島社） ISBN 978-4796683043
- 梨花「NO.22」 (Angel works) （2014年5月18日、SDP） ISBN 978-4906953172

### 雑誌
- オトナミューズ（2015年10月28日 - 、宝島社） - 専属モデル[6]

### エッセイ
- 恋愛体質（2003年4月24日、講談社） ISBN 978-4062116596

### ファッションブック
- Rinka（2006年11月25日、宝島社） ISBN 978-4-7966-5530-9

### スタイルブック
- Rinka's Only Days（2011年11月9日、SDP） ISBN 978-4903620930
- MY NAME IS…RINKA AtoZ DICTIONARY（2015年3月8日、マガジンハウス） ISBN 978-4838727391
- わたしのユリイカ（2022年7月22日、SDP） ISBN 978-4910528151
- What I'm doing 私がしている73こ（2022年7月22日、SDP） ISBN 978-4910528168